# Старий Биків
Старий Биків — (первинна назва - Биков)[джерело?] село в Україні, у Новобасанській сільській громаді Ніжинського району Чернігівській області. Розташоване на правому березі річки Супій. Населення становить 619 жителів (2006 рік). Щільність населення — 204,9 чол / кв.км.
Село розташоване приблизно в 11 км на південний схід від центру села Нова Басань. Середня висота населеного пункту — 127 м над рівнем моря. Село знаходиться в зоні помірного помірно-континентального клімату. Національний склад представлений українцями, конфесійний склад — християнами.

## Герб
На червоному щиті синій вимпел зі зображенням козака на коні, що скаче по-над Супоєм. Внизу пірнач Биківського сотника, вгорі козацька зірка.

## Історія
Старий Биків — старовинне і найчисленніше поселення було серед навколишніх населених пунктів. На його околиці виявлено городище епохи бронзи (II тисячоліття до н. е.). Заселена місцевість в 1116 році Володимиром Мономахом, який подарував сину Тугорхана — Леву Половцю (потомки — князі Сквир-Рожиновські) засупоївські землі.
Київський князь привернув Лева в православну віру і зобов'язав охороняти підступи до Києва. Село засноване в Княжу добу і мало назву Биків. Потім належало Литовській державі, Польському королівству, Українській козацькій державі і Російської імперії. В княжу добу міста Ніжин, Басань і Биков з ґрунтами і селами належали руським князям Сквир-Рожиновським. Цей рід володів Биковом з XIV ст. і отримав підтверджуючі грамоти від князів Володимира Ольгердовича і Олелька Володимировича. Неподалік Бикова, за часів Київської Русі вони спорудили фортецю на річці Супій, для захисту Києва від степовиків. Біля фортеці, на правому березі Супою розрослося нове поселення переселенців з Бикова, Красного, Козацького та інших 9 навколишніх сіл. В першій чверті XVI ст. на землях колишнього Переяславського князівства Київської Русі почало формуватися нове Переяславське староство Київського воєводства Великого князівства Литовського, Руського та Жемайтійського. Населенням цього староства були козаки. В письмових джерелах Старий Биків згадується з 1564 року. З історичних джерел відомо що в 1568 році село було приписано до Остерського староства.
Письмова згадка про Биків записана в Реєстр козаків низових запорізьких річкових, які ходили на військову службу з його милістю королем до Москви. Реєстр складений під час видачі сукна і грошей останньої чверті року служби. Привіз і виплатив пан Себастіан Недзвідський, слуга милості пана Станіслава Дроєвського, каштеляна перемиського, шафара земель руських, року нинішнього 1581, місяця марця, дня 30. Книга військова 67 Ян Оришовський, поручник козаків низових запорозьких. В Реєстрі під командою 40-го отамана Васька Щербини з Биговець значиться козак Наум з Бикова.

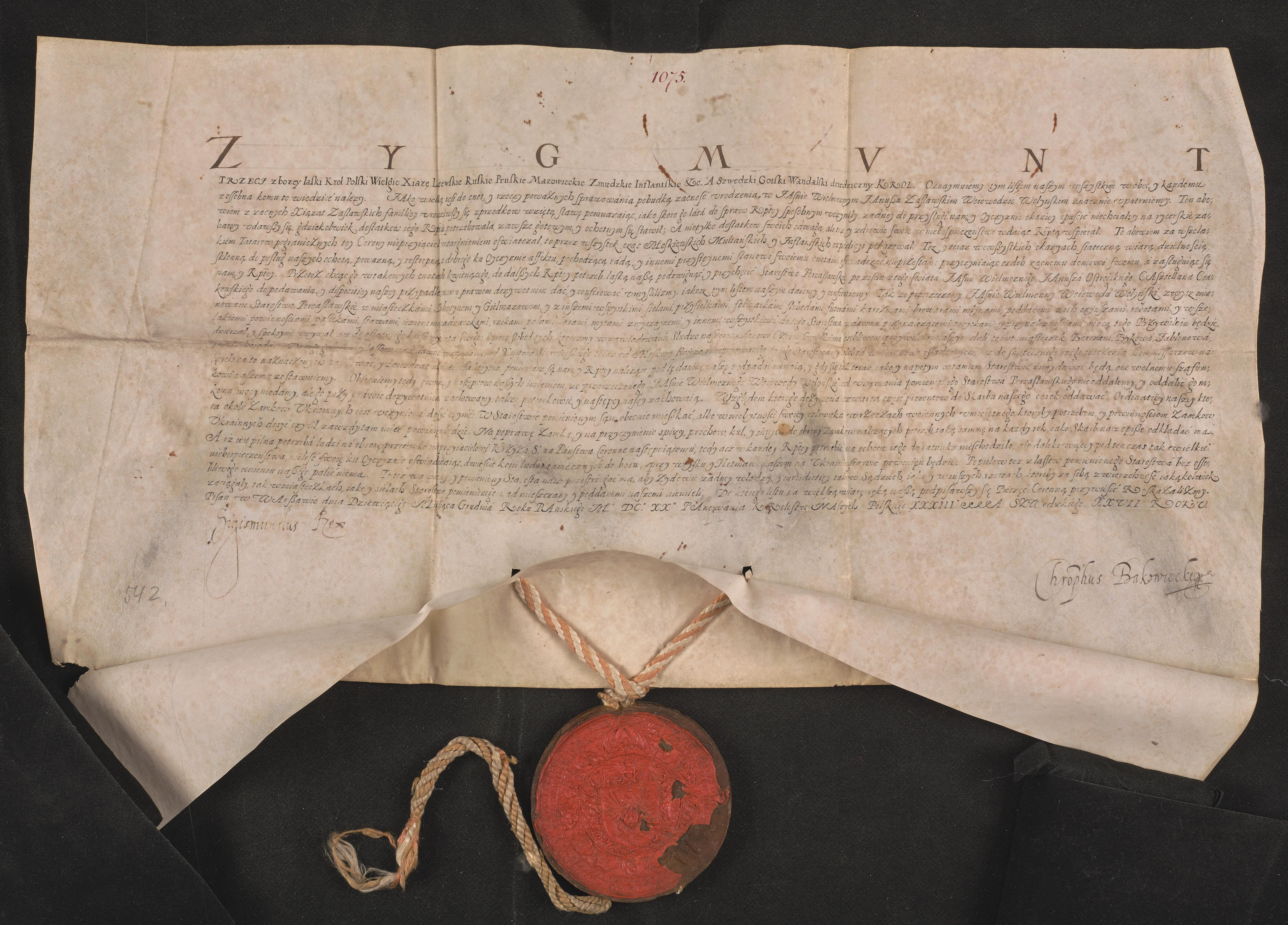
Грамота короля Сигізмунда III Вази про надання Янушу Заславському в довічне володіння Переяславського староства, 9 грудня 1620 р.

Потім село відійшло до маєтності короля Речі Посполитої Сигизмунда I Старого. Король відібрав їх у князя Юрія Семеновича Рожиновского в 1592 році за причетність до козацького повстання під проводом Косинського, зятя гетьмана низових козаків князя Остафія Ружинського. В грудні 1620 року — польський король віддає староство Переяславське Волинському воєводі, князю Івану Заславському, з місцями Яготин і Гельмязів, а у себе утримує містечка Березань, Биков, Яблонов, Миргород і передає їх задля управління своєму наміснику Івану Чернишевскому. Потім 21 серпня 1621 року — присуджені королю Яблонов і Миргород було віддано в управління королівському коморнику Варфоломію Обалковському, якому доручили «слободи і землі Київські, які перебувають за Дніпром, наново осажені, тобто, містечка Березань, Биков, Яблонов, Миргород, з хуторами і селищами, і слободам які до них належать…» Згодом нове поселення отримало назву Новий Биків, а старовинному селу по праву дали ймення Старий Биків.
Під час визвольної боротьби українського народу під проводом Богдана Хмельницького Старий Биків, як найчисельніше село в ті часи було центром Биківської сотні Переяславського полку. За «Реєстром» 1649 р. полк мав 19 сотень. У Биківській сотні числився 141 козак, сотником був Онопрій Величко. В 1667 році Переясловський полк зазнав територіальних змін, серед яких було укрупнено Басанську сотню (сотник Андрій Нерада) за рахунок ліквідованої Биківської. Згодом, 14 листопада 1709 р. на Биків отримав царську грамоту полковник переяславський Степан Томара. Рум'янцевська ревізія у складі Миргородського полку під 1765 роком фіксує Биківську волость, яка включала села Веприк та Вороньки. Згодом вона відійшла до Переяславського полку. В 1781 р. в Бикові було 2 священика та 173 хати посполитих. В селі була Пречистенська (Успенська) церква зі священиками Конарським Григорієм, Каленовським Захаром Дмитровичем (1740—1745). Старий Биків в складі Басанської сотні перебував до 1782 року.
В 1859 році належав до Козелецького повіту Чернігівської губернії з населенням 968 осіб.
1901 року село мало 1451 жителя.

## Населення

### Мова
Розподіл населення за рідною мовою за даними перепису 2001 року:
| Мова       | Кількість | Відсоток |
| ---------- | --------- | -------- |
| українська | 610       | 98.55%   |
| російська  | 7         | 1.13%    |
| білоруська | 1         | 0.16%    |
| румунська  | 1         | 0.16%    |
| Усього     | 619       | 100%     |

## Відомі люди
- Кузьменко Петро Павлович (фізик) — доктор фізико-математичних наук.
- Клепак Григорій Олексійович — український краєзнавець, журналіст, громадський діяч. Заслужений працівник культури України
- Рудьковський Микола Миколайович —  політик, Міністр транспорту та зв'язку України (2006–2007), народний депутат України декількох скликань, член Партії регіонів.
- Лутай Федір  — засновний Чортомлицької Січі, Гетьман (Кошовий Отаман) Війська Запорізького Низового

## Корисні посилання
- Быковъ // Историко-статистическое описаніе Черниговской епархіи. Книга пятая. Губ. городъ Черниговъ. Уѣзды: Черниговскій, Козелецкій, Суражскій, Кролевецкій и Остерский. — Черниговъ, Земская типографія, 1874. — С. 254-256.
- Погода в селі